# Ann Robinson
Ann Robinson (nacida el 25 de mayo de 1929) es una actriz retirada y amazona estadounidense, quizá más conocida por su trabajo en el clásico de ciencia ficción The War of the Worlds (1953) y en la película de 1954 Dragnet, en la que interpretó a una agente de policía de Los Ángeles junto a Jack Webb y Ben Alexander.

## Primeros años
Robinson nació el 25 de mayo de 1929, y asistió a la Escuela Preparatoria Hollywood. Su padre trabajaba en Bank of Hollywood, en la esquina de Hollywood and Vine. Le enseñó a montar a caballo a los tres años. Robinson se convirtió en una jinete consumada, lo que la llevó a su primer trabajo profesional en Hollywood como amazona en la película Frenchie, con Shelley Winters.

## Carrera en la actuación
Tras hacer de doble de Winters en Frenchie, Robinson protagonizó y montó en varias películas de wéstern durante su carrera, entre ellas The Cimarron Kid (1951) con Audie Murphy, Gun Brothers (1956) y Gun Duel in Durango (1957).
Paramount Pictures contrató a Robinson como actriz a principios de la década de 1950. Su primer papel protagonista fue el de Sylvia Van Buren en The War of the Worlds (1953), coprotagonizada por Gene Barry, papel que repitió en dos películas posteriores, primero como Dr. Van Buren en Midnight Movie Massacre (1988) y luego como Dr. Sylvia Van Buren en The Naked Monster (2005). También repitió el papel en tres episodios de la serie de televisión War of the Worlds (1988).
Robinson trabajó en otras películas, como Imitation of Life (1959) y el thriller de Doris Day Julie (1956). También tuvo un papel protagonista junto a Jack Webb y Ben Alexander en Dragnet (1954), una versión cinematográfica de la exitosa serie de televisión. De 1955 a 1959, Robinson participó en 10 episodios de la serie infantil de televisión de wéstern de la NBC Fury, en el papel de Helen Watkins, la profesora de Joey Clark Newton (Bobby Diamond) e interés romántico de su padre adoptivo, Jim Newton (Peter Graves).
Otros papeles televisivos de Robinson fueron en Adam-12, Alfred Hitchcock Presents, Bachelor Father, Ben Casey, Biff Baker, U.S.A., The Bob Cummings Show, The George Burns and Gracie Allen Show, Days of Our Lives, Four Star Playhouse, General Hospital, Gilligan's Island, It's a Great Life, The Millionaire, My Little Margie, Perry Mason, Peter Gunn, Police Woman, Rawhide, Rocky Jones Space Ranger, Rory Calhoun's The Texan, Waterfront, y The Life and Legend of Wyatt Earp. En 1955, apareció como Joan Carter en la serie de televisión wéstern Cheyenne en el episodio de estreno titulado "Mountain Fortress".
Robinson apareció en varios anuncios de Home Savings of America, Toni home perms y Chesterfield Cigarettes. También hizo varias voces en off para películas, en inglés y en español. Hizo la voz de la actriz principal en To Begin Again, que ganó el Oscar a la mejor película extranjera en 1984. También hizo bucles para las series de Bruce Lee The Dead Are Alive, Tough Guys y Survive.
En 1985, Robinson apareció en un documental sobre George Pal titulado The Fantasy Film Worlds of George Pal (producido y dirigido por Arnold Leibovit). En 1988, Ann Robinson retomó su papel de Sylvia van Buren en la película original The War of the Worlds para la serie de televisión The War of the Worlds. En la película de 2005 de Steven Spielberg, War of the Worlds, interpretó un cameo como suegra del personaje de Tom Cruise, la abuela del personaje de Dakota Fanning, junto a su antiguo compañero de reparto Gene Barry. Al terminar este papel, se retiró de la actuación.

## Vida personal
En 1957, Robinson se fugó a México para casarse con el matador Jaime Bravo, con quien tuvo dos hijos - Jaime A. Bravo, Jr. (director de televisión para ABC Sports y ESPN) y Estefan A. Bravo (actor, visto en White Trash Wins Lotto, un musical de Andy Prieboy). Mientras residía en México, Robinson interpretó papeles menores en Hollywood, principalmente en películas de ciencia ficción. La pareja se divorció en 1967. El 2 de febrero de 1970, Bravo murió en un accidente de automóvil cuando se dirigía a una corrida de toros. En 1987, Robinson se casó con el agente inmobiliario y gerente Joseph Valdez en California, donde fijaron su residencia en la zona de Echo Park de Los Ángeles.

## Filmografía seleccionada
- Rawhide (1960) (temporada 3, episodio 2: "Incident of the Challenge") como Julia Garcia
- Alfred Hitchcock Presents (1961) (temporada 6, episodio 38: "Ambition") como Helen Cox